# (16736) Tongariyama
(16736) Tongariyama est un astéroïde de la ceinture principale.

## Description
(16736) Tongariyama est un astéroïde de la ceinture principale. Il fut découvert le 13 mai 1996 à Nanyo par Tomimaru Okuni. Il présente une orbite caractérisée par un demi-grand axe de 2,47 UA, une excentricité de 0,07 et une inclinaison de 8,0° par rapport à l'écliptique.

## Compléments